# Jacques Gabriel Bulliot
Jacques Gabriel Bulliot (Autun, 23 gennaio 1817 – Autun, 13 gennaio 1902) è stato un archeologo francese.
Commerciante di vini, divenne un importante archeologo, membro della Société Eduenne des Lettres, Sciences et Arts costituita a Autun nel 1836.

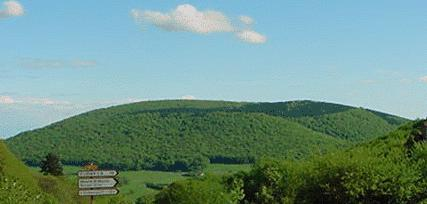
Veduta dell'area del mont Beuvray, oggetto delle ricerche di Bulliot.

Deve la sua fama alle intense campagne di scavo condotte al Mont Beuvray (Saona e Loira) che, tra il 1867 e il 1895, portarono alla luce un importante oppidum celtico; nelle vestigia di quel sito, Bulliot volle riconoscere Bibracte, la capitale degli Edui, influente popolo gallico alleato di Gaio Giulio Cesare nelle sue campagne galliche; l'identificazione da lui compiuta, guardata con sospetto dall'ambiente archeologico dell'epoca, destò l'interesse di Napoleone III che gli commissionò le prime campagne di ricerca. 
Dopo il 1895 lasciò l'incarico a Joseph Déchelette, suo nipote, da lui stesso iniziato alla passione per l'archeologia, che proseguirà il lavoro dello zio con ottimi risultati.
Aveva inizio grazie a lui la lunga stagione delle campagne di scavo al Mont Beuvray, che prosegue tuttora, grazie anche alla creazione di un avanzato cento di ricerca europeo sul sito. L'intuizione da lui avuta all'epoca è stata così confermata da decenni di campagne di scavo ed è largamente condivisa dall'attuale letteratura scientifica.

## La scoperta di Bibracte
Nel 1851, Bulliot decide di scrivere una comunicazione al Congrès de la société française d'Archéologie su un'antica cappella (la chappelle di Saint Martin au Mont Beuvray) sul tema della cristianizzazione della nazione edua.
Per questo motivo egli ritorna al Beuvray per delle nuove osservazioni. Sulla sommità del monte, vicino alla cappella, scopre qualcosa che egli interpreta allora come un campo romano, ma che si rivelerà in realtà un nemeton, un recinto sacro della religione celtica. 
Intraprende così una serie di ricerche sulle Guerre galliche e su varie cronache medievali. È così che, contro l'opinione unanime della Société éduenne, prende in considerazione la possibilità di collocare Bibracte sul Beuvray e non a Autun. 
In seguito a questi studi dà alle stampe il suo Essai sur le système défensif des Romains dans le pays éduen entre la Saône et la Loire (Saggio sul sistema difensivo dei Romani nel territorio eduo tra la Saona e la Loira); le sue convinzioni gli fanno guadagnare appena il sorriso dei membri della società di archeologia. 

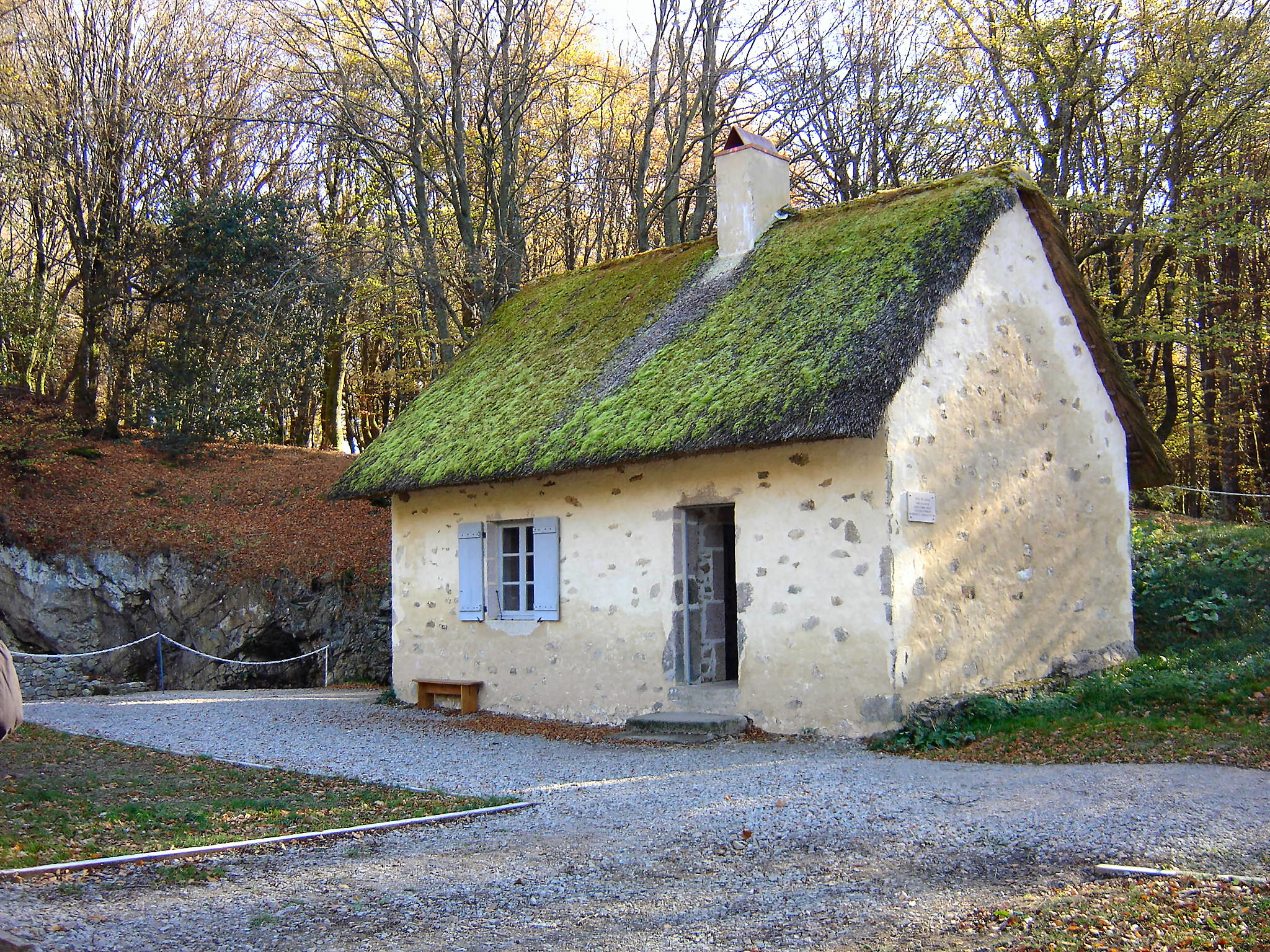
Ricostruzione dell'abitazione utilizzata da Jacques Gabriel Bulliot durante le sue campagne di scavo al Mont Beuvray.

Sarà l'interesse dell'imperatore Napoleone III per le battaglie delle Guerre galliche ad accelerare le cose. Infatti, Bulliot riceve la visita di un ufficiale, di nome Stoffel, incaricato dall'imperatore di effettuare delle ricerche sulla vittoria romana contro gli Elvezi. Bulliot lo mette a conoscenza delle sue convinzioni eterodosse sulla collocazione di Bibracte. L'ufficiale si mostra un po' interessato alla cosa, ma affida a un altro membro della Société éduenne, Xavier Garenne, il compito di effettuare dei sondaggi di scavo sul Mont Beuvray. 
In contemporanea, il visconte d'Aboville, proprietario dei terreni, dà inizio anch'egli delle ricerche e ne mostra i risultati all'arcivescovo di Reims, anch'egli membro della Société éduenne, nonché amico di Bulliot, nonostante le divergenze che li dividevano sulla questione di Bibracte. Interessato da questi scavi, l'arcivescovo decide di portarne a conoscenza l'imperatore. È così che, nel 1867, Napoleone III commissiona a Bulliot delle ricerche sul Beuvray, assegnandogli dei fondi.

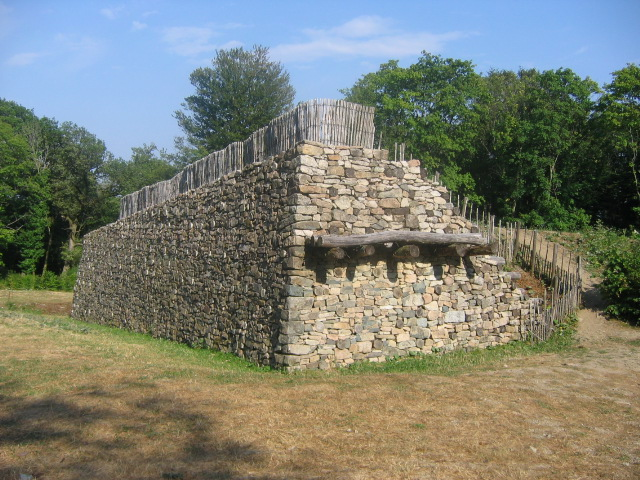
Ricostruzione di un murus gallicus alla cosiddetta Porte du Rebout, il primo sito scavato Jacques Gabriel Bulliot.

Bulliot scaverà il sito dal 1867 al 1905, fugando ogni dubbio sulla localizzazione di Bibracte. Suo nipote, Joseph Déchelette, da lui stesso iniziato alla pratica degli scavi, continuerà i lavori fino al 1907 confrontando Bibracte a altri siti europei come l'oppidum di Strakonice in Boemia, quello di Manching in Baviera e quello di Velem-Zenst-Vid in Ungheria, un'intuizione che farà di lui uno dei precursori di una visione dell'unità culturale del mondo celtico e della civiltà degli oppida.
Il lavoro di scavo non si limitava al recupero di materiali ma comportava anche l'estensione di note e appunti che saranno in seguito debitamente pubblicati nella sua opera del 1899 dal titolo Fouilles du Mont-Beuvray (ancienne Bibracte) de 1867 à 1895 (Gli scavi al Mont-Beuvray (antica Bibracte) dal 1867 al 1895).
Favorita dalla presenza di resti gallo-romani di facile individuazione, l'estensione della ricerca toccherà anche l'area interna alle fortificazioni, uno spazio solitamente negletto dalle ricerche del tempo. Grazie a questa impronta metodologica, Bibracte rimarrà, per un quarto di secolo, l'unico sito a beneficiare di un'esplorazione sistematica accompagnata dalla pubblicazione di resoconti di scavo.

## Opere
- Essai sur le système défensif des Romains dans le pays éduen entre la Saône et la Loire
- Fouilles du Mont-Beuvray (ancienne Bibracte) de 1867 à 1895, Dejussieu (Autun), 2 volumi, 1899 (resoconto degli scavi)